# Sidusa inconspicua
Sidusa inconspicua är en spindelart som beskrevs av Bryant 1940. Sidusa inconspicua ingår i släktet Sidusa och familjen hoppspindlar. Inga underarter finns listade i Catalogue of Life.